# Wapen van Sint-Agatha-Berchem

Het wapen van Sint-Agatha-Berchem

Het wapen van Sint-Agatha-Berchem werd in 1968 door de Brusselse gemeente Sint-Agatha-Berchem aangenomen. Het wapen is nooit officieel door de koning toegekend.

## Blazoenering
De blazoenering van het wapen luidt als volgt:
Ecartelé: au 1 de sinople à la chapelle de Sainte-Agathe telle qu'édifiée place de l'Eglise à Berchem, au 3 d'argent à la bande de sinople chargée de trois besants du champ, au 2 d'argent et au 4 de sinople au lion brochant de l'un dans l'autre.
Gevierendeeld: 1 sinopel met de Sint-Agatha kapel zoals gebouwd ter plaatse van de kerk van Berchem van zilveren, 3 van zilver een band van sinopel met daarop drie bezanten van het veld, 2 van zilver en 4 van sinopel beladen met een leeuw brocherend van het een op het ander.
Het wapen is in feite in vier kwartieren gedeeld: het eerste en vierde zijn dan groen, terwijl het tweede en derde kwartier van zilver zijn. In dit wapen is het over het tweede en vierde kwartier (in de heraldiek heet dat brocherend) een leeuw geplaatst. Hij is in het tweede kwartier groen en in het vierde kwartier van zilver. In het eerste kwartier is een kapel voor Sint Agatha afgebeeld en in het derde kwartier een groene band van heraldisch rechtsboven naar linksonder met daarop drie zilveren bezanten.

## Symboliek
Het wapen is niet gebaseerd op een ouder wapen, maar op symbolen uit, of van, de gemeente. Het eerste kwartier is een kapel voor de parochieheilige, en tevens naamgever van de gemeente. De kapel bestaat echt en staat op het Kerkplein. Het derde kwartier is het wapen van de voormalige burgemeester Sébastien Charles uit de familie Huysman d’Honssem. Op de andere helft van het wapen staat een leeuw. De leeuw kan als enige wapenstuk als historisch beschouwd worden, het komt ook voor op een zegel van de schepenen van Anderlecht en Berchem en is afgeleid van de leeuw van de hertogen van Brabant. Het wapen is geheel in de Berchemse kleuren groen en wit uitgevoerd. Deze kleuren komen ook terug in de vlag van Sint-Agatha-Berchem, die is eveneens gevierendeeld in groen en wit.